# Christian Großbayer

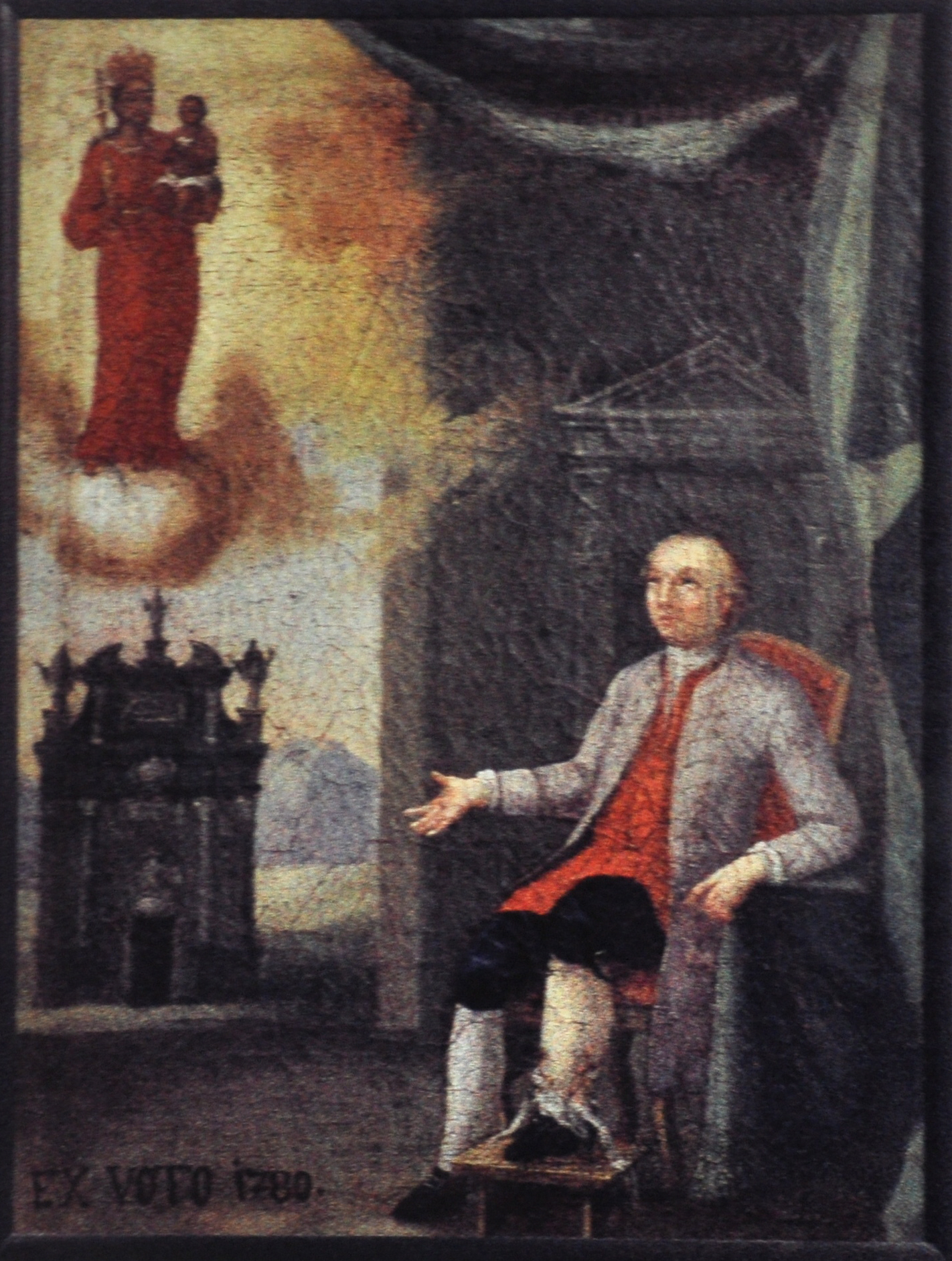
Portrait de Christian Großbayer sur une photo votive (reproduction sur un panneau de texte dans l'église du monastère qu'il a construite à Oberndorf am Neckar) en guise de remerciement pour la récupération après un problème de jambe, 1780

Christian Großbayer (né le 1er janvier 1718 à Haigerloch et mort en 1782 dans la même ville) est le plus important constructeur et architecte du baroque tardif en Hohenzollern-Sigmaringen et Hohenzollern-Hechingen ainsi qu'écoutète de la ville d'Haigerloch.

## Biographie
Großbayer est le fils du maître maçon Valentin Großbayer et d'Anna Ney. En 1739, il réussit son examen de maître maçon et épouse Theresia Diamanstein à Donauworth la même année. En 1740, il est documenté que lui et son frère Franz (1709–1777), également maître maçon et, après la mort de son père en 1739, briqueteur, effectuent des réparations sur divers bâtiments majestueux dans la région de Haigerloch.

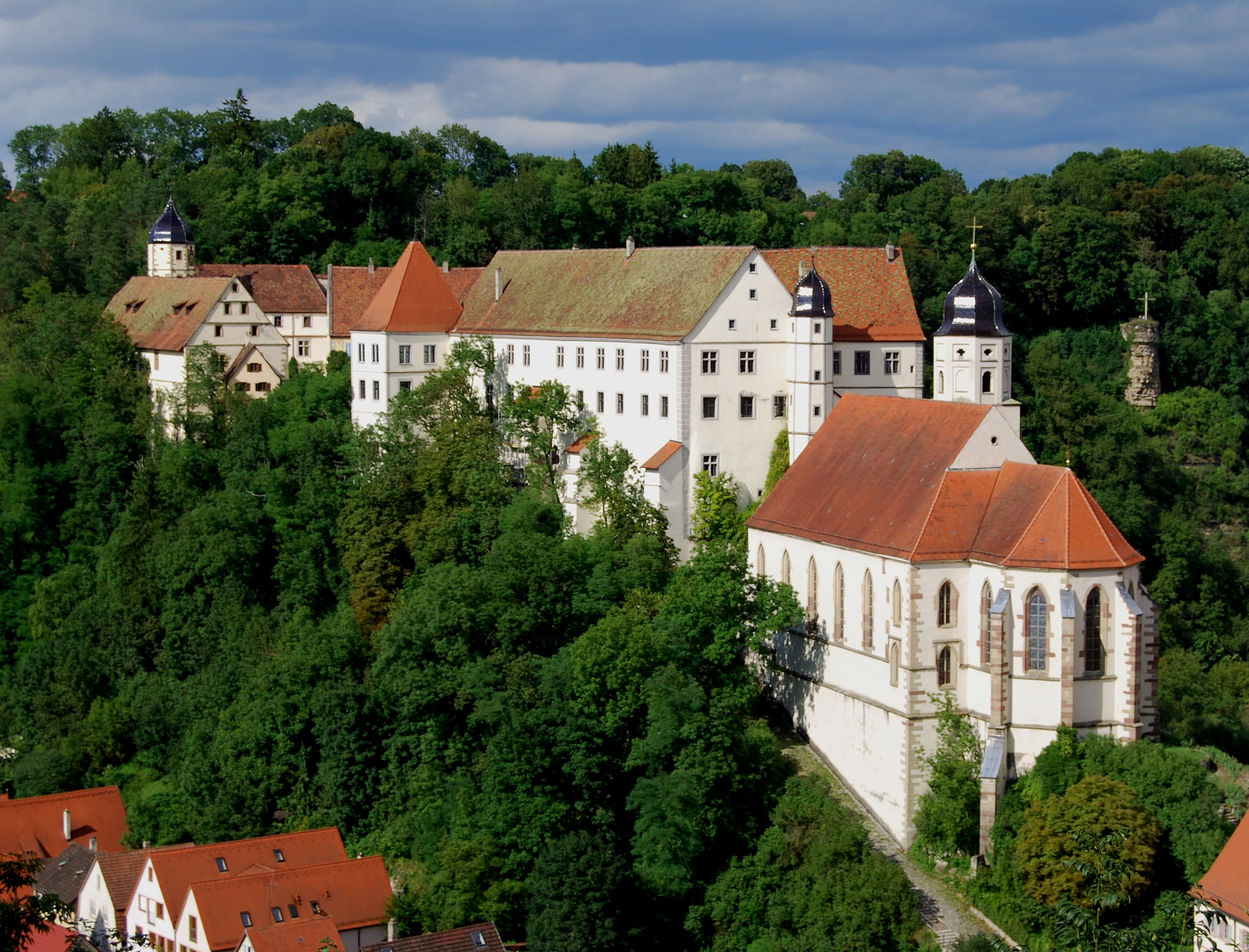
Château et église du château de Haigerloch

Großbayer est l'un des trois artistes locaux qui ont les faveurs de leur mécène, le prince Joseph de Hohenzollern-Sigmaringen (1715-1769). Joseph Friedrich déménage la capitale de la petite principauté de Sigmaringen à Haigerloch. Au cours des 32 années qui précèdent sa mort, le prince fait convertir la petite ville de Haigerloch pour en faire un haut-lieu baroque avec l'aide de Großbayer. En 1741 et 1742, à l'âge de 23 ans, Christian Großbayer reconstruit l'église de la ville basse d'Haigerloch. De 1744 à 1746, il est chargé de reconstruire la tour haute de la ville, en 1747 la fontaine du château est construite. Avant même la construction de l'église Sainte-Anne, il est occupé à rénover le couvent dominicain de Rangendingen. Puis Christian Großbayer apparaît dans les factures de construction d'Hechingen avec des compagnons et des hommes de main.
Sans ces constructions de prestige, Großbayer n'aurait probablement pas pu étendre sa sphère d'activité à l'ensemble du territoire des Hohenzollern. Des bâtiments portant la signature de Großbayer se trouvent dans un rayon de 40 kilomètres autour de sa ville natale de Haigerloch. En 1775, il prend en charge la direction de la construction de l'église du monastère d'Oberndorf am Neckar, en 1780, il reconstruit l'église du monastère d'Inzigkofen. Christian Großbayer achète un terrain d'une valeur de 5000 florins entre 1740 et 1778. Le salaire journalier d'un maître maçon à cette époque est de 1/2 gulden. En 1782, il meurt en tant qu'écoutète et maître d'œuvre dans sa ville natale de Haigerloch.